# Tosa
Tosa (土 佐) er en hunderace af japansk oprindelse. Den blev opdrættet i Tosa (i dag Kōchi) som kamphund. Det bliver den stadig brugt til i ulovlige hundekampe verden over. Racen er forbudt i Danmark.

## Udseende
Tosaen varierer betydeligt i størrelse: Den japanske race vejer generelt imellem 36,3 – 54,4 kg, hvorimod de ikke-japanske opdrættede vejer fra 60 til 100 kg og en størrelse fra 62 til 82 cm ved manken. Pelsen er kort, glat og rød og sjældent sort. Pelsplejen er normalt minimal.

## Historie
Racen opstod i anden halvdel af det nittende århundrede. Racen stammer fra den indfødte Shikoku-Inu, en indfødt hund, der vejer omkring 25 kg og ca. 55 cm høj, og som ligner den europæiske Spids en lille smule. Den blev krydset med de europæiske hunderacer som Bulldog i 1872, Mastiff i 1874, St. Bernard, den tyske Pointer i 1876, Grand Danois i 1924 og Bullterrier. Målet var at avle en større og mere kraftfuld hund. Storhedstiden for tosa-avl var mellem 1924 og 1933, hvor der blev mere end 5.000 tosaer opdrættet i Japan.

## Raceforbud
Racen blev sammen med amerikansk pitbullterrier forbudt i Danmark den 1. december 1991.
Den 1. juli 2010 blev loven vedtaget i Folketinget, hvor racen Tosa fortsat var på listen over forbudte hunde, der således blev ulovliggjort. Hunderacen betegnes som en kamp- og muskelhund.
Der eksisterer en overgangsordning for hundeejere, som ved vedtagelsen af hundeforbuddet var i besiddelse af Tosa eller en af de andre racer på listen.
Endvidere er Tosa en forbudt hunderace i Norden og Storbritannien.
Tosaen er en de hunderacer, der for nylig er blevet forbudt af bystyret i Dublin, Irland på grund af racens egenskaber.
Tosa må ikke indføres i New Zealand. Samme indførselsforbud gælder i Australien.

## Hundekampe
Tosaen er en af de hunde, der anvendes i ulovlige hundekampe verden over, og dette skyldes primært deres udholdenhed og smidighed trods deres størrelse.

## Supplerende læsning
- Fogle, Bruce, DVM (2000). The New Encyclopedia of the Dog. Doring Kindersley (DK). ISBN 0-7894-6130-7.
- Cunliffe, Juliette (2004). The Encyclopedia of Dog Breeds. Parragon Publishing. ISBN 0-7525-8276-3.